# شهرستان کارول (نیوهمپشایر)
شهرستان کارول واقع در ایالت نیوهمپشایر است. جمعیت این شهرستان بر اساس سرشماری سال ۲۰۱۰ آمریکا ۴۷۸۱۸ نفر گزارش شده‌است. مرکز شهرستان کارول شهر اوسیپی است.این شهرستان در سال ۱۸۴۰ بنیانگذاری شده‌است.